# Pépé et sa guitare
 (août 2021).
Si vous disposez d'ouvrages ou d'articles de référence ou si vous connaissez des sites web de qualité traitant du thème abordé ici, merci de compléter l'article en donnant les références utiles à sa vérifiabilité et en les liant à la section « Notes et références ».
 (août 2021).
Pépé et sa guitare est le nom de scène de Philippe Proulx, auteur-compositeur québécois originaire de Saint-Basile-de-Portneuf. Il s'accompagne lui-même à la guitare ou avec un ukulélé. Toutefois, il apparait parfois sur scène accompagné par quelques musiciens sous le nom de Pépé et son orchestre.

## Biographie
Philippe Proulx est né en 1978 à Saint-Basile-de-Portneuf. Il habite maintenant[Quand ?] à Gentilly. Il commence le piano à l'âge de 4 ans, puis la guitare à 11 ans. Il se fait connaître peu à peu en gagnant quelques prix : Auteur-compositeur-interprète, Festival en Chanson de Petite-Vallée, Découverte de la chanson de Magog et Cégeps en spectacle à Jonquière. Il en est maintenant à son sixième disque et il fait beaucoup de spectacles. Il a entre autres eu la chance de participer à la Fringante Caravane avec Les Cowboys Fringants, Loco Locass et plusieurs autres grands artistes québécois.
Philippe Proulx est également un des membres du groupe Flying Vomit.

## Discographie
Les albums référencés avec « ¹ » sont parus sous le mononyme Pépé.
- 2003 : Pépé et sa guitare
- 2005 : Fakek' choz
- 2007 : 100% bœuf ¹
- 2009 : Pépé Goes Français ¹
- 2011 : Le Véritable Amour ¹
- 2013 : Engagé
- 2016 : Tout l'monde veut jouer avec Pépé
- 2022 : Le secret du bonheur